# Knight's Armament Company
La Knight's Armament Company è un'azienda privata statunitense che produce armi da fuoco ed accessori militari creata nel 1982, con sede a Titusville in Florida.

## Prodotti

### Accessori
I prodotti più conosciuti sono i supporti Rail Interface System e Rail Adapter System per le armi militari, quali i fucili d'assalto M16 e M4, la pistola mitragliatrice MP5 e il fucile di precisione M110. I supporti RIS e RAS permettono di applicare diversi accessori senza l'uso di particolari attrezzi o modifiche all'arma.
Diversi prodotti della Knight's Armament Company sono stati inclusi nel kit SOPMOD, tra cui il RIS, il silenziatore e l'impugnatura verticale per l'M4A1.
La KAC produce inoltre i silenziatori per la pistola H&K Mark 23, oltre a diversi visori termici e notturni quale l'AN/PVS-22 e accessori sottocanna come il KAC Masterkey.

### Armi
Tra le armi prodotte vi sono i fucili della serie SR-15, la carabina automatica SR-16 oltre ai fucili di precisione semiautomatici SR-25 e M110 SASS. Meno conosciuti sono lo Stoner LMG e la KAC PDW.
Tra le armi non più in produzione vi sono l'SR-47 e l'SR-50.